# بريت جيمس
بريت جيمس (بالإنجليزية: Brett James)‏ هو مغن مؤلف وموسيقي ومنتج أسطوانات أمريكي، ولد في 5 يونيو 1968 في كولومبيا في الولايات المتحدة.

## وصلات خارجية
- بريت جيمس على موقع IMDb (الإنجليزية)
- بريت جيمس على موقع ميوزك برينز (الإنجليزية)
- بريت جيمس على موقع ديسكوغز (الإنجليزية)